# Raw (musikalbum)
Raw är ett album utgivet 1999 av KISS-gitarristen Mark St Johns band White Tiger.
Skivan kom till när White Tiger lagt ner och ett skivbolag gav White Tiger ett erbjudande om att spela in ett andra album.

## Låtlista
| Nr  | Titel                                  | Längd |
| --- | -------------------------------------- | ----- |
| 1.  | Do You Want Me?                        |       |
| 2.  | Your The One                           |       |
| 3.  | What Ya Doin                           |       |
| 4.  | Day Of The Dog                         |       |
| 5.  | Lord Of the Fire                       |       |
| 6.  | Love Me or Leave Me                    |       |
| 7.  | Shes The Kind Of Girl                  |       |
| 8.  | Rozor Rock                             |       |
| 9.  | Brother The Devil                      |       |
| 10. | Im A Lover                             |       |
| 11. | Pull it Tight                          |       |
| 12. | Love Me Or Leave Me (Keyboard Version) |       |
| 13. | Baby (Somethin About You)              |       |
| 14. | Out Rockin'                            |       |
| 15. | Makin' Love                            |       |
| 16. | Fallin' In Love                        |       |
| 17. | You're breakin My Heart                |       |
| 18. | Interlude/Little Pussy (Instrumental)  |       |
| 19. | Big cat Strussy (Instrumental)         |       |
| 20. | Rock Warriors (Re - master Utgåva)     |       |

## Medverkande
- Mark St John – Gitarr, Körsång och producent
- David Donato – Sång
- Michael Norton – Elbas
- Brian James Fox – Trummor